# Especialistas soviéticos en el extranjero
Los especialistas soviéticos en el extranjero era personas cualificadas en diversas especialidades que eran enviados, bajo la dirección de diversas organizaciones soviéticas, a trabajar en el extranjero, generalmente "repúblicas populares" o "países de orientación socialista" aunque en ocasiones a países del Bloque Occidental.

## Especialistas civiles en el extranjero
Ingenieros, técnicos y trabajadores fueron enviados al extranjero para brindar asistencia técnica en diversas ramas de la industria de países de orientación socialista. Estos eran enviados por el Comité Estatal de Relaciones Económicas.

## Especialistas militares en el extranjero
Los especialistas militares en el extranjero eran de dos tipos:
- Expertos militares: personal militar de las Fuerzas Armadas de la Unión Soviética enviados para ayudar en el desarrollo, mantenimiento y operación de armamento militar de las Fuerzas Armadas de otros Estados.
- Asesores militares: personal militar de las Fuerzas Armadas de la Unión Soviética enviados para capacitar, brindar asesoramiento en métodos de guerra y planificación de operaciones militares en las Fuerzas Armadas de otros Estados.

### Operaciones
Los especialistas militares fueron:
- Grupo de especialistas militares soviéticos en Argelia[1][2]
- Grupo de especialistas militares soviéticos en Angola[3]
- Grupo de especialistas militares soviéticos en Vietnam
- Grupo de especialistas militares soviéticos en Laos[4]
- Grupo de especialistas militares soviéticos en China
- Grupo de especialistas militares soviéticos en Egipto
- Grupo de especialistas militares soviéticos en España
- Grupo de especialistas militares soviéticos en Irán
- Grupo de especialistas militares soviéticos en Cuba
- Grupo de especialistas militares soviéticos en Siria